# Орел
Орел, или Орјол (рус. Орёл), град је у Русији и административно средиште Орловске области. Град се налази уз обалу реке Оке. Име града у дословном преводу са руског значи „орао”.
Према попису становништва, 2010. године у граду је живело 317.854 становника, а 2019. године 311.625.

## Историја
Орел је основан 1566. као тврђава на тадашњој јужној међи Московске кнежевине. 1611. године, Пољаци су га опустошили и опет изградили. Растом и ширењем Московске кнежевине, град је губио на значењу, па будући да се налази усред плодне земље црнице, све више ослањао на пољопривреду. У 19. веку, железница и улице су досегле Орел, па је снабдевао Москву пшеницом и брашном.
Индустријализација је наступила за доба бољшевичке власти. У Другом светском рату, током 1942. и 1943. године Орел је био поприште великих битака.
У периоду иза Другог светског рата изграђене су челичане и индустрија прецизне механике.

## Географија

### Клима
Орел је у подручју умерене континенталне климе (Кепенова класификација климе Dfb) с топлим, донекле влажним летима и умерено хладним зимама.
Орел има просечно 1852 сунчаних сати годишње.
| Клима Оерла                 | Клима Оерла   | Клима Оерла | Клима Оерла | Клима Оерла | Клима Оерла | Клима Оерла | Клима Оерла  | Клима Оерла  | Клима Оерла | Клима Оерла | Клима Оерла   | Клима Оерла | Клима Оерла  |
| Показатељ \ Месец           | .Јан.         | .Феб.       | .Мар.       | .Апр.       | .Мај.       | .Јун.       | .Јул.        | .Авг.        | .Сеп.       | .Окт.       | .Нов.         | .Дец.       | .Год.        |
| --------------------------- | ------------- | ----------- | ----------- | ----------- | ----------- | ----------- | ------------ | ------------ | ----------- | ----------- | ------------- | ----------- | ------------ |
| Апсолутни максимум, °C (°F) | 8,0 (46,4)    | 9,4 (48,9)  | 18,2 (64,8) | 29,0 (84,2) | 32,8 (91)   | 35,4 (95,7) | 38,7 (101,7) | 39,5 (103,1) | 30,7 (87,3) | 26,3 (79,3) | 16,0 (60,8)   | 9,6 (49,3)  | 39,5 (103,1) |
| Средњи максимум, °C (°F)    | −3,7 (25,3)   | −3,6 (25,5) | 2,3 (36,1)  | 12,2 (54)   | 19,5 (67,1) | 22,9 (73,2) | 24,9 (76,8)  | 23,7 (74,7)  | 17,3 (63,1) | 10,1 (50,2) | 1,9 (35,4)    | −2,7 (27,1) | 10,4 (50,7)  |
| Просек, °C (°F)             | −6,4 (20,5)   | −6,7 (19,9) | −1,4 (29,5) | 7,2 (45)    | 13,9 (57)   | 17,4 (63,3) | 19,4 (66,9)  | 18,0 (64,4)  | 12,1 (53,8) | 6,1 (43)    | −0,7 (30,7)   | −5,1 (22,8) | 6,2 (43,2)   |
| Средњи минимум, °C (°F)     | −9,0 (15,8)   | −9,9 (14,2) | −4,7 (23,5) | 2,6 (36,7)  | 8,4 (47,1)  | 12,2 (54)   | 14,1 (57,4)  | 12,7 (54,9)  | 7,6 (45,7)  | 2,7 (36,9)  | −2,8 (27)     | −7,7 (18,1) | 2,2 (36)     |
| Апсолутни минимум, °C (°F)  | −33,5 (−28,3) | −37,2 (−35) | −37,8 (−36) | −18,9 (−2)  | −5,0 (23)   | −0,4 (31,3) | 3,9 (39)     | −2,2 (28)    | −5,0 (23)   | −13,0 (8,6) | −26,4 (−15,5) | −35,0 (−31) | −37,8 (−36)  |
| Количина падавина, mm (in)  | 43 (16,9)     | 37 (14,6)   | 33 (13)     | 43 (16,9)   | 42 (16,5)   | 69 (27,2)   | 76 (29,9)    | 59 (23,2)    | 60 (23,6)   | 54 (21,3)   | 42 (16,5)     | 43 (16,9)   | 601 (236,6)  |
| Извор: Погода и Климат      |               |             |             |             |             |             |              |              |             |             |               |             |              |

## Становништво
Према прелиминарним подацима са пописа, у граду је 2010. живело 317.854 становника, 15.456 (4,64 %) мање него 2002.
| 1897.  | 1926.  | 1939.   | 1959.   | 1970.   | 1979.   | 1989.   | 2002.   | 2010.   |
| ------ | ------ | ------- | ------- | ------- | ------- | ------- | ------- | ------- |
| 70.000 | 76.000 | 110.564 | 151.521 | 232.216 | 304.971 | 336.862 | 333.310 | 317.747 |

## Партнерски градови
Градови побратими (2019):
- Разград (од 1968)
- Офенбах на Мајни (од 1988)
- Калуга (од 2003)
- Колпино (од 2010)
- Колпинскиј район (од 2010)
- Новосибирск (од 2014)
- Волоколамскиј район (од 2014)
- Жодзина (од 2016)
- Нови Сад (од 2017)
- Марибор (од 2017)
- Пенза (од 2018)